# Dienis Manturow
Dienis Walentinowicz Manturow (ros. Денис Валентинович Мантуров, ur. 23 lutego 1969 w Murmańsku) – rosyjski polityk, od 14 maja 2024 Pierwszy Zastępca Przewodniczącego Rządu Federacji Rosyjskiej (Pierwszy Wicepremier) do spraw przemysłu, handlu i w dziedzinie kosmiczno-rakietowej; kurator Uralskiego Okręgu Federalnego.

## Życiorys
W 1994 r. ukończył studia na Moskiewskim Uniwersytecie Państwowym im. M.W. Łomonosowa na kierunku socjologia. W 1997 r. na tymże uniwersytecie uzyskał stopień kandydata nauk ekonomicznych. W 2006 r. ukończył Rosyjską Akademię Gospodarki Narodowej i Administracji Publicznej przy Prezydencie Federacji Rosyjskiej na kierunku prawoznawstwo.
W 2022 r. otrzymał stopień doktora nauk ekonomicznych.
W latach 1998–2000 zastępca dyrektora generalnego Zakładów Lotniczych w Ułan-Ude, 2000–2001 – Dyrektor Handlowy Zakładu Śmigłowcowego JSC Moskwa im. M.L. Milya, 2001–2003 – wiceprzewodniczący Federalnego Państwowego Przedsiębiorstwa Unitarnego „Państwowa Korporacja Inwestycyjna” (Gosinkor), 2003–2007 – Dyrektor Generalny OAO OPK Oboronprom.
11 września 2007, na mocy dekretu Rządu Federacji Rosyjskiej, został mianowany wiceministrem przemysłu i energetyki Federacji Rosyjskiej. 19 maja 2008, na mocy rozporządzenia Rządu Federacji Rosyjskiej nr 700, został mianowany wiceministrem przemysłu i handlu Federacji Rosyjskiej. Od 2 lutego 2012 – pełniący obowiązki ministra przemysłu i handlu Federacji Rosyjskiej. 21 maja 2012 dekretem Prezydenta Federacji Rosyjskiej został mianowany Ministrem Przemysłu i Handlu Federacji Rosyjskiej. 18 maja 2018 został mianowany ministrem przemysłu i handlu Federacji Rosyjskiej. 21 stycznia 2020 r. został ponownie mianowany ministrem przemysłu i handlu Federacji Rosyjskiej.
15 lipca 2022 został mianowany zastępcą przewodniczącego rządu Federacji Rosyjskiej – ministrem przemysłu i handlu Federacji Rosyjskiej, a 14 maja 2024 został mianowany Pierwszym Wiceprzewodniczącym Rządu Federacji Rosyjskiej.
Został odznaczony Medalem Orderu „Za zasługi dla Ojczyzny” II klasy (2007), Orderem Przyjaźni (2008), Orderem Honoru (2009), Orderem „Za zasługi dla Ojczyzny” IV klasy (2013), Orderem „Za zasługi dla Ojczyzny” III klasy (2016), Orderem Aleksandra Newskiego (2018), Medalem P.A. Stołypina, Orderem „Za zasługi dla Ojczyzny” II stopnia (2022). Otrzymał Certyfikat Honorowy Rządu Federacji Rosyjskiej (2010), został też laureatem Nagrody Rządu Federacji Rosyjskiej w dziedzinie nauki i techniki (2010). Posiada tytuł „Zasłużonego Ekonomisty Federacji Rosyjskiej” (2019). W 2022 pozbawiony włoskiego Krzyża Wielkiego Orderu Gwiazdy Włoch, który otrzymał w 2020.
Bezpartyjny.